# Maestro della Cattura

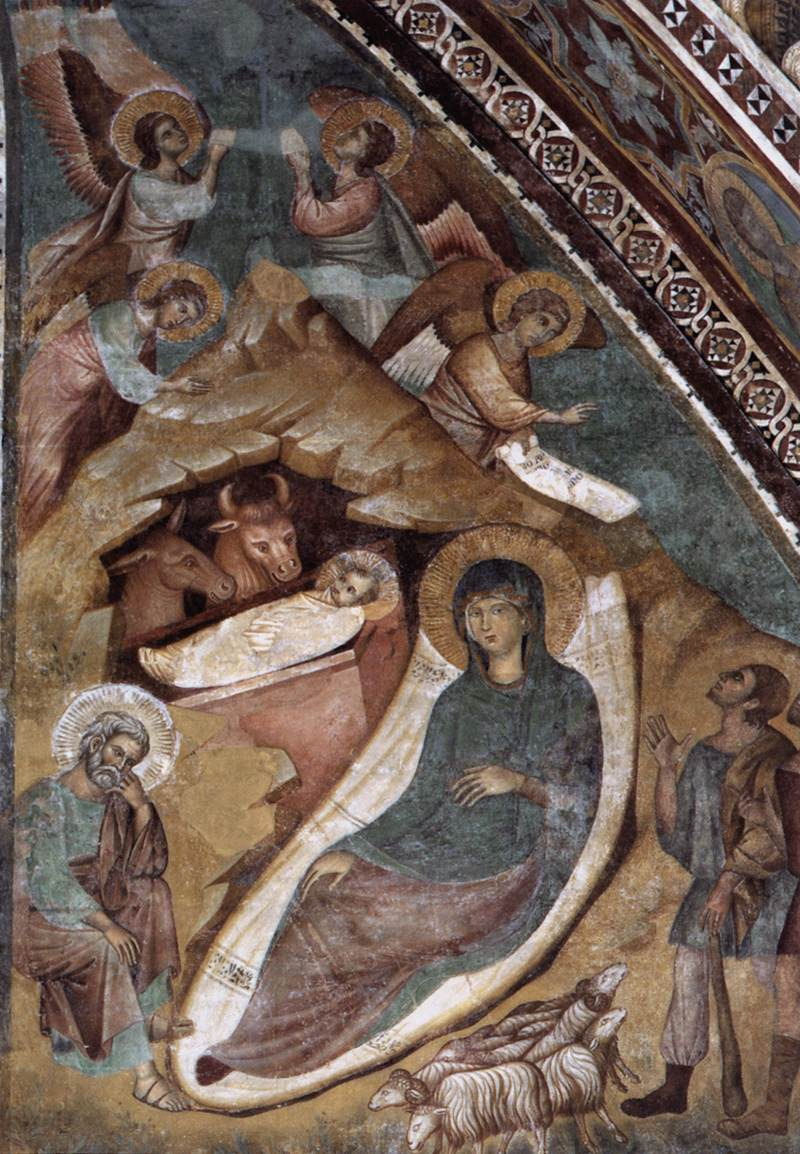
Nativité, Basilique supérieure d'Assise.

Maestro della Cattura est le nom de convention d'un maître anonyme italien de la peinture byzantine de l'école ombrienne actif au cours du dernier quart du XIIIe siècle dans la basilique supérieure Saint-François d'Assise où il a réalisé dans la seconde travée  une série de fresques de la Nativité à la Montée au calvaire, cette dernière en collaboration probablement avec Memmo di Filippuccio. 
Son nom est issu par convention d'après la fresque de la scène Cattura di Cristo («  Capture du Christ ») qui reflète ses particularités stylistiques.

## Histoire
Sa participation à la décoration de la basilique supérieure remonte probablement aux vingt dernières années du XIIIe siècle, débutant probablement dans le transept gauche en tant qu'élève de Cimabue puis collaborant avec Jacopo Torriti dans la troisième travée à la décoration de la voûte des saints et dans la première travée, dans la voûte des docteurs, aux figures de saint Augustin et saint Ambroise. La critique lui attribue aussi les figures des saints Benoît et Claire dans le grand arc d'entrée ; au clipeum  avec saint Paul d'Assise du mur d'entée ainsi qu'une probable collaboration avec  Giotto dans le cycle des fresques de la vie de saint François à Assise (certaines figures de Saint François devant le Sultan (ou Épreuve du feu)).
À ces fresques, Miklós Boskovits (1981) ajoute un Crocifix peint sur bois, conservé à la Pinacoteca comunale de Trevi. 
Certains critiques l'identifient à l'artiste toscan  Gaddo Gaddi ou encore avec le Maestro di San Gaggio, d'autres estiment qu'il s'agit d' un artiste local dont le classicisme marqué en font un disciple de Cimabue et influencé par la suite par Jacopo Torriti.